# Hugo Lahtinen
Hugo Lahtinen (Tampere, Finlandia, 29 de noviembre de 1891-ibídem, 29 de diciembre de 1977) fue un atleta finlandés, especialista en la prueba de pentatlón en la que llegó a ser medallista de bronce olímpico en 1920.

## Carrera deportiva
En los JJ. OO. de Amberes 1920 ganó la medalla de bronce en el pentatlón, consiguiendo 26 puntos, tras su compatriota Eero Lehtonen (oro con 14 puntos) y el estadounidense Everett Bradley (plata con 24 puntos).